# 烏凱雷豐島
烏凱雷豐島（Ukerewe Island）是非洲的島嶼，位於姆萬扎區姆万扎以北45公里，面積約530平方公里，是維多利亞湖最大島嶼和非洲最大內陸島，島上人口中有大量患有白化症被父母遺棄的非洲人。

## 外部連結
- Map of Ukerewe Island